# Graphiurus lorraineus
Graphiurus lorraineus là một loài động vật có vú trong họ Gliridae, bộ Gặm nhấm. Loài này được Dollman mô tả năm 1910.